# شفلبورد

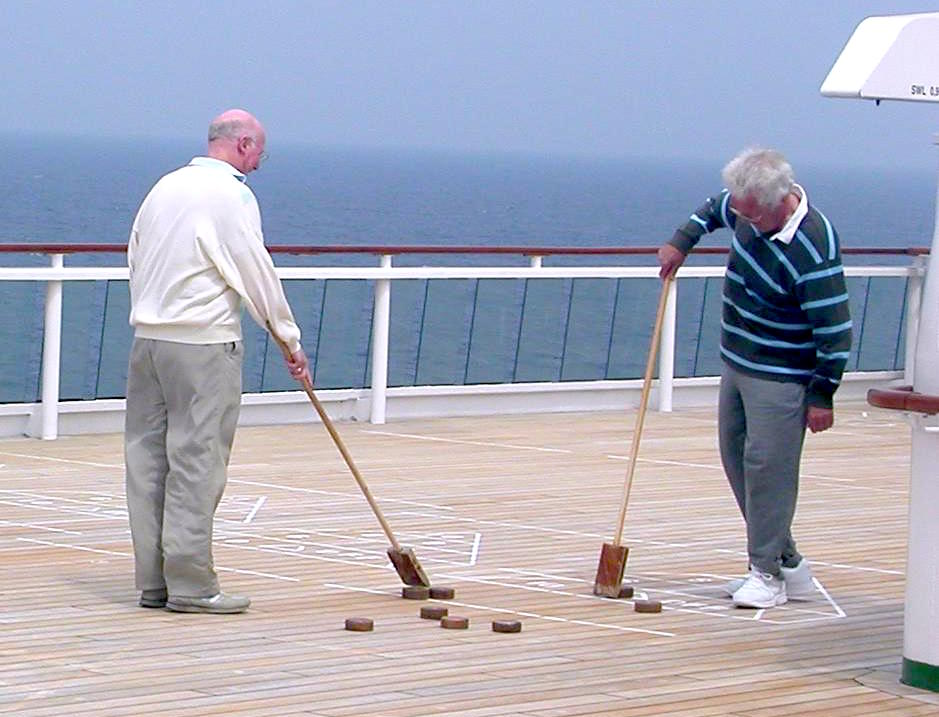

لعبة الشفلبورد أو لعبة دفع الأقراص (بالإنجليزية: Shuffleboard)‏ هي لعبة تجرى بدفع بعض الأقراص الخشبية، أو القطع النقدية فوق مائدة ملساء، نحو نقاط معينة. ويستخدم اللاعبون فيها عصا طويلة المقابض، تسمى عصا البلياردو، لدفع الأقراص البلاستيكية إلى مكان للتسجيل في الطرف الآخر من الطاولة. كما يحاول اللاعب أيضًا أن يدفع أقراصه أو أقراص خصمه بعيدًا عن مكان التسجيل أو إلى داخل منطقة الجزاء.

## أصول اللعب
يبلغ طول قاعدة هذه اللعبة 15.8م، ويبلغ قطر القرص حوالي 15.24سم، أما طول عصا البلياردو فلا يتجاوز 191سم. ولمعظم العصي رؤوس مصممة على أشكال نصف قمرية، وتستقر الأقراص في الحيز المنحني.
يمكن أن تجري اللعبة بين لاعبين أو بين فريقين، ويتكون كل فريق من لاعبين. يقف اللاعبان الخصمان خلف مسافة 10 أمتار من قاعة اللعب، ويأخذ كل منهما دوره في دفع الأقراص حتى يدفع أربعة أقراص. يحرز كل لاعب أربع نقاط لكل قرص من مسافة الـ 10م، وثماني نقاط من مسافة الـ 8م، وسبع نقاط من مسافة 7م. ويفقد اللاعب عشر نقاط كشرط جزائي لكل قرص خاطئ في مسافة الـ 10م وقد تتراوح نقاط الفوز بين 50 و75 أو 100 نقطة.